# 有妖気
有妖気（ゆーやおちー）は、北京四月星空（株）が運営する中国の大手オリジナルWeb漫画サイトである。

## 歴史
有妖気の前身は2006年に創設された1980年代生まれのアニメファン向けのBBS(u17.com.cn)という掲示板。当時、創設者の周は自身がIPを保有している中国国内外の漫画を当掲示板で公開していた。2009年6月、盛大インターネット株式会社がBBSに出資し、商業化が始まる。それによりオリジナル漫画連載プラットフォームとなった。
2009年9月15日、「有妖気」と改名しプレリリース、同年10月15日に正式リリースとなった。
有妖気のデータによると、一日の平均PV数は800万回、月あたりのユーザー数が約1500万人、漫画6000作品以上、漫画家2000人以上となっている（2012年2月時点）。
2013年正月、登録ユーザーが300万、月あたりの利用者数が2000万を超えた。運営によると、毎月5000エピソードの漫画が更新されていたという。
2015年には、有妖気の規模は中国漫画市場の60％以上のシェアを持ち、8000作品の版権を所有、登録ユーザーは600万人、月あたりの利用者数は2000万から3000万となった。
2015年8月11日、株式会社ALPHA ANIMATIONが9.04億元（およそ146億円）で北京四月星空株式会社を買収した。買収の時点では、有妖気の登録ユーザー数が730万人、アクティブユーザーが800万人超え、日当たりページビューは80万、漫画家1.7万名、連載中の作品が4万部、ヒット作品100部以上を有していた。

## 運営
有妖気の収益は主にサイト内広告、ユーザー課金やゲーム化などメディアミックスからなる。

### コメント欄
2010年、有妖気は閲覧ページにコメント（ツッコミ・吐槽）できる機能を追加した。読者は漫画の閲覧ページのあらゆる場所にコメントを投稿できる。

### アフレコ
2013年8月1日、15日間限定の漫画アフレコ機能が追加された。ユーザーは好きな作品のアフレコを自由にすることができる。この機能は、ユーザー体験の向上や優秀な新人声優を発掘するために追加された。さらに、お気に入りのアフレコに「いいね」することができ、いいね数によるランキングもあった。
15日間でアフレコ作品の総数が10万を超える人気を見せた。

### 漫画アップロード
有妖気にユーザー登録したあと、自由に漫画作品を投稿することができるようになる。アップロードされた作品はサイト運営者に審査されたあと公開される。有妖気には専属契約の漫画家は存在せず、漫画作品とそのライセンスを作者と契約する仕様になっている。
ただ人気作品になれば、有妖気から原稿料が支払われている。更に作品が商業化した場合は作者に収入の一部が入る。
さらに有妖気には「月票」というシステムがある。これは読者が気に入った漫画に送るアイテムで、それに応じて漫画家に収益が入る。しかし大人気作品でも作者は月3000元（約5万円）程度の収入しかもらえず、多くの作者は漫画の最後のページに「月票ください」と宣伝ページを載せている。
作者の創作意欲を促すために新作漫画対象の漫画コンテストが開催されている。入賞者には賞金、賞状、トロフィーと日本旅行が授与される。さらに有妖気と契約することもできる。2014年には「夢激励計画」と称して、多くの賞が設置され毎年1600万円以上の賞金が支給されるようになった。
有妖気の作品の中には、Ｓ級、Ａ級とランクづけされるものがある。Ｓ級漫画はお気に入りリストに登録された数が2万以上で2か月以内に更新される作品が対象となっていて、Ａ級漫画はお気に入りリストに登録された数が5千以上で2か月以内に更新される作品が対象である。Ｓ級、Ａ級漫画はトップページ上部のＳ級、Ａ級漫画欄に表示される。しかし有妖気が版権を所有しない作品はこのランキングに表示されない。

### 有料会員向けサービス
有妖気では一部の作品にVIPエピソード制度が導入されている。最新話が「封印」され、赤いV印が表示されているエピソードは無料会員は読めないようになっており、有料会員になれば制限なく読める仕組みである。月票も有料会員の特権であり、一人一か月につき13～15枚の月票を投票できるようになっている（約100～200円）。好きな作品に月票を投じる（1作品3票まで、それ以上の投票は課金制）ことができ、漫画作者は月票1枚につき約80円が支払われる（最低1600円からの支払い）。
有料会員は他にも、ニックネームの変更、フォロー数とお気に入り作品数の上限を増やす、プレミアムコメント書式とアイコン、漫画広告の撤去、閲覧画面のカスタマイズ、有料エピソードの割引などの特権がある。

### 漫画から他分野へ
2014年、有妖気はモバイル向けソーシャルゲームを公開。その後も同サイトに掲載されている漫画をアニメ化、映画化し公開した。
アニメの制作資金は主にサイトの広告収入から出ている。2015年に、外部会社と提携し「十万個のダジャレ（十万个冷笑话）」の映画版を公開し、19億の興行収入をあげた。人気作品「雛蜂」もアニメ化された。
第7回中国国際映画アニメIP博覧会では、株式会社ALPHA ANIMATIONが有妖気などの会社と提携し国産アニメを制作する「U計画」を始めると発表。3年以内に人気コンテンツ「端脳」、「鎮魂街」、「雛蜂」を含め映画20作品、ドラマ15作品、ネットドラマ15作品とゲーム50作をリリースする予定だと発表した。